# Джими Хендрикс
Джеймс „Джими“ Маршал Хендрикс (на английски: James Marshall „Jimi“ Hendrix), роден Джони Алън Хендрикс (на английски: Johnny Allen Hendrix), 27 ноември 1942 г. – 18 септември 1970 г. е американски китарист, певец, текстописец и продуцент, смятан за най-виртуозния и влиятелен изпълнител на електрическа китара в историята на рок музиката.
Поставен е на първо място в класацията на списание „Ролинг Стоун“. Изграждането му като музикант е повлияно от блус-китаристите Би Би Кинг, Албърт Кинг, Ти Боун Уокър и Мъди Уотърс. Той обогатява начина на свирене на рок-китарата с използването на фийдбек, дисторшън и други специални ефекти, подобно на други китаристи като Дейв Дейвис от Кинкс и Пийт Тауншънд от Ху, но дълбокото познаване на блус, соул и ритъм енд блус стилистиката позволява на Хендрикс да достигне до едно уникално звучене и да създаде неповторим собствен почерк.
Той също е завършен композитор, чиито песни са изпълнявани от стотици музиканти. Хендрикс е един от първите, които използват звукозаписното студио за разширяване и обогатяване на музикалните си идеи. Освен това, имиджът му на рок-звезда го поставя редом до Литъл Ричард, Чък Бери, Елвис Пресли и Бийтълс.
Джими Хендрикс е един от най-ярките символи на хипи движението през 60-те години на миналия век.

## Биография

### Ранни години
Хендрикс е роден като Джони Алън Хендрикс на 27 ноември 1942 г. в Сиатъл, щата Вашингтон, в семейството на Ал Хендрикс и Люсил Джитър. По-късно е преименуван на Джеймс Маршал Хендрикс в памет на починалия брат на баща му. Той израства като стеснително и чувствително дете в условия на бедност и пренебрежение, но не се сблъсква с расизма, който набира скорост в огромна част от Съединените щати. Както и при съвременниците му Джон Ленън и Ерик Клептън, животът на Хендрикс е дълбоко повлиян от тъжни събития в семейството, някои от тях описани в песента „Castles Made of Sand“. Родителите му се развеждат през 1951 г., а майка му умира през 1958 г., когато той е 16-годишен. Джими е силно привързан към баба си по майчина линия, която е индианка (чероки) и от която наследява силното чувство на гордост и уважение към корените си.
След смъртта на Люсил, Ал подарява на сина си едно укулеле и по-късно му купува акустична китара за 5 долара. По ирония на съдбата през същата година единствената му двойка в училище е по музика.
Това, което вдъхновява Хендрикс в младежките му години, е едно участие на Елвис Пресли в Сиатъл, а по-късно той дори си стиска ръцете с Литъл Ричард, който гостува в квартала му.
След като свири в няколко местни сиатълски групи, Хендрикс постъпва в армията в 101 въздушнодесантна дивизия като парашутист, за да избегне двугодишна присъда за шофиране на крадена кола. По-малко от година след това е уволнен по здравословни причини, тъй като счупва глезена си при своя 26-и парашутен скок. Биографията му от 2005 година Room Full of Mirrors посочва като причина за уволнението симулирана хомосексуалност.
Хендрикс е уволнен от армията три години преди да започнат големите военни набори за Виетнамската война, но песните му стават любими на сражаващите се американски войници, особено кавъра All Along the Watchtower на Боб Дилън.
След като напуска армията, Хендрикс, заедно с приятеля си Били Кокс се премества в Нешвил, за да свири в тамошните клубове.
В средата на 60-те години работи като поддържащ музикант на различни изпълнители като Би Би Кинг, Литъл Ричард и Къртис Найт, без да има постоянни ангажименти.

### 1965 – 1966
На 15 октомври 1965 г. Хендрикс подписва 3-годишен договор с импресариото Ед Чаплин, получавайки 1 долар и 1% от правата върху записите с Къртис Найт. По-късно този договор ще доведе до правни спорове между Хендрикс и други звукозаписни компании.
През 1966 г. Джими сформира своя група, Jimmy James and the Blue Flames, и се установява в Ню Йорк. През този период се запознава и свири с много музиканти, между които е и Франк Запа. Запа му показва изобретения китарен ефект „уа-уа“, след което Хендрикс се превръща във всепризнат майстор на този ефект, който става неизменна част от китарния му звук.
Докато се подвизава в Ню Йорк, той се сприятелява с Линда Кийт, приятелката на Кийт Ричардс, която му урежда прослушване при продуцента на Ролинг Стоунс – Сиймор Щайн. Не успява да впечатли с изявата си и не се стига до договор. По-късно Хендрикс е открит от бас-китариста на Енимълс Чаз Чандлър. Чандлър го отвежда в Англия, урежда му договор със собствения си продуцент Майкъл Джефри и му помага да сформира групата The Jimi Hendrix Experience с бас-китариста Ноел Рединг и барабаниста Мич Мичъл.
Още с първите си концерти в Лондон Хендрикс привлича вниманието на цялата британска музикална индустрия. Впечатляващата му китарна техника и ефектно сценично присъствие бързо спечелват уважението на всепризнатите звезди Ерик Клептън (с когото остават приятели до смъртта си) и Джеф Бек, а също и на членовете на Бийтълс и Ху. Менажерите на Ху му уреждат договор със звукозаписната компания Трак Рекърдс. Първият сингъл на Джими е вариант на песента „Hey Joe“, която е стилизирана блус песен, написана от Били Робъртс и която по това време е „стандарт“ за рок-групите.
Успехът на Хендрикс се затвърждава с песните „Purple Haze“ и „The Wind Cries Mary“, които заедно с „Hey Joe“ са хитове в Топ 10 класацията.
Хендрикс, заедно с приятелката си Кати Ечингам, се установява в Лондон и наема квартира на улица „Брук“ 23. Любопитен е фактът, че на улица „Брук“ 25 през 18 век е живял бароковият композитор Георг Фридрих Хендел и Хендрикс е бил видимо доволен от това съвпадение. Обстановката на самата улица е описана в „The Wind Cries Mary“.

### 1967

#### „Are You Experienced“
Първият албум на групата излиза през 1967 г. „Are You Experienced?“ е съчетание между мелодични балади като „The Wind Cries Mary“, поп-рок – „Fire“, психеделик – „Third Stone from the Sun“ (вдъхновено от сериала „Стар Трек“) и блус „Red House“.
Хендрикс постъпва в болница заради изгаряне на ръцете, след като запалва китарата си за пръв път в лондонския театър „Астория“ на 3 март 1967 г. По-късно, заради нанесените щети на сценичното оборудване, той ще получи предупреждение от управителите на „Ранк Тиатър“ да „смекчи“ сценичното си изпълнение.
Същата година Хендрикс участва в Monterey Pop Festival, където дебютира пред американска публика. Впечатляващото му представяне е запечатано във филма на Д. А. Пенбейкър „Monterey Pop“ – по време на изпълнението на „Wild Thing“ той отново запалва китарата си и изумява публиката.
След фестивала The Jimi Hendrix Experience свирят като подгряваща група на Мънкис за американското им турне. Участието на Хендрикс е кратко поради хладното посрещане на дивия му стил от младежката публика на Мънкис. Години по-късно Чаз Чандлър признава, че цялото турне е планирано като реклама за Джими Хендрикс на гърба на Мънкис.
Междувременно в Англия имиджът на Хендрикс на див китарист, използващ всякакви трикове (свирене със зъби, свирене зад гърба, чупене и палене на китара), продължава да му носи слава. Това концентриране на публика и медии върху сценичното му поведение и старите хитове обаче притеснява Хендрикс, тъй като затруднява приемането на новата му музика.

#### „Axis: Bold as Love“
Вторият албум на Хендрикс – „Axis: Bold as Love“, който излиза също през 1967 г., продължава стила, установен с „Are You Experienced?“ с песни като „Little Wing“ и „If 6 Was 9“, показвайки развитието му като китарист и композитор. Предвид кратките срокове за написване на новия албум и употребата на доста студийни ефекти, пресъздаването на много от песните се оказва технически невъзможно на живо. Лош късмет за малко не проваля излизането на албума. Хендрикс загубва окончателния запис на първата страна на плочата, след като го забравя в едно такси. Заедно с Чандлър и инженера Еди Крамър, той цяла нощ миксира песните от стари записни версии. По-късно Крамър и Хендрикс ще заявят, че те така и не останали напълно доволни от крайния резултат. Обложката на албума е също разочарование за Хендрикс – английските художници бъркат индианския му корен с индийски и изобразяват групата като индийски божества.

### 1968
Нарастващите лични търкания с Ноел Рединг, съчетани със засилващата се зависимост от наркотиците, предизвикват едно проблемно турне в Скандинавия. На 4 януари 1968 г. Хендрикс е арестуван в Стокхолм, след като в пиянски бяс разбива хотелската си стая.

#### „Electric Ladyland“
Третият албум е двоен и е озаглавен „Electric Ladyland“. Той е по-еклектичен и експериментаторски от предишните. Включва дългата блус импровизация „Voodoo Child“ (записана на живо в 7 часа сутринта след дълга нощ по клубовете), джазовата „Rainy Day, Dream Away/Still Raining, Still Dreaming“ и версията на Дилъновата „All Along the Watchtower“. В него Хендрикс разкрива желанието си да надхвърли първоначалната музикална концепция на триото. В албума, който според някои е повлиян от стилистиката на излезлия същата година албум на Майлс Дейвис „Bitches Brew“, вземат участие музиканти като Дейв Мейсън, Стийв Уинууд, Бъди Майлс и Ал Купър. Дейв Мейсън е човекът, който представя „All Along the Watchtower“ на Хендрикс. Като голям фен на Боб Дилън той се захваща с кавъра на песента.
Хендрикс решава да се завърне в Съединените щати и да създаде собствено звукозаписно студио, в което да има пълна свобода за реализация на музикалните си идеи. Строежът на студиото, наречено „Electric Lady“, завършва едва в средата на 1970 г. То става известно с това, че подслонява по време на американските им турнета някои английски групи, най-известна от които е Пинк Флойд, чието оборудване е откраднато и се налага да ползват инструментите на Хендрикс.
Хендрикс е известен с перфекционизма, който влага в записите на музиката си. Всяка песен е записвана безброй пъти, докато той открие правилното ѝ звучене („Gypsy Eyes“ e записвана 43 пъти). Първоначалната строга дисциплина, която Хендрикс поддържа по време на студийните записи обаче, постепенно се измества от непостоянност и разхвърлени идеи, предизвикани от наркотиците. Липсата на организация, безкрайните повторения на песните и постоянното присъствие на странични хора в звукозаписното студио предизвикват раздразнението на Чандлър, който напуска през май 1968 г. Той продава своя дял на Майк Джефри. След напускането му Хендрикс разполага с пълната свобода сам да продуцира албума – неговият стил изпъква много ясно в психиделичните „1983... (A Merman I Should Turn to Be)“ и „Moon, Turn the Tides Gently, Gently Away“, чиито дължини са над стандартните за времето си (общата им дължина е почти 18 минути).
По време на записите на „Electric Ladyland“ басистът Ноел Рединг се скарва с Хендрикс поради разминаване във времето за работа. Консервативният Рединг не е съгласен с нетрадиционните методи на работа на Хендрикс, включващи записи в 4 сутринта. В отсъствие на Рединг в много от песните на бас свири самият Хендрикс, Джак Кесиди или басът липсва, заменен от орган. Въпреки неразбирателството, Хендрикс дава шанс на Рединг за изява в песента „Little Miss Strange“.
За пореден път Хендрикс е разочарован от обложката на албума. В Англия той е издаден с обложка, на която позират голи жени – концепция, която се разминава с тематиката на албума. Неуважение показват и от звукозаписната компания, като бъркат заглавието на албума – „Electric Landlady“.

### 1969
Разширяването на музикалните хоризонти на Хендрикс е съпроводено с влошаването на отношенията му с Ноел Рединг и през 1969 The Jimi Hendrix Experience се разпада. Последното участие на групата се състои през юни 1969 на Denver Pop Festival
На 3 май е арестуван на летището в Торонто, след като в багажа му е открит хероин. Хендрикс е освободен след гаранция от 10 000 долара. По-късно е оправдан, тъй като властите намират за убедителни твърденията му, че наркотикът е подхвърлен в чантата му от почитател, без негово знание.

#### Фестивалът в Уудсток
През август 1969 Хендрикс сформира нова група, наречена Gypsy Suns and Rainbows за участието си на фестивала Уудсток. Групата включва Хендрикс на китарата, Били Кокс на бас, Мич Мичъл – барабани, Лари Лий – ритъм китара и Джери Велез и Джума Султан на барабани и перкусии. Групата репетира няколко седмици в една вила близо до Уудсток. Повлияни от атмосферата, групата създава няколко парчета – „Villanova Junction“, „Message of Love“ и „Izabella“.
Популярността на Хендрикс води до оглавяване на фестивала и на Gypsy Suns and Rainbows е отредено да свирят последни късно неделя вечерта. Но поради лошите метеорологични условия и постоянни отлагания на изявите, се налага групата да свири понеделник сутрин. Дотогава от 500 000 души публика изтрайват само 200 000, повечето от които дори не осъзнават какво се случва в ранната утрин.
Изпълнението на групата е видимо хаотично поради малкото време за репетиции на музикантите. Хендрикс все пак е във вихъра си, успявайки да компенсира с усилията си, като изпълнява една забележителна версия на „The Star-Spangled Banner“. Мнозина смятат тази изява за протест срещу войната във Виетнам, докато самият Хендрикс признава, че не имал такива намерения и смята версията просто за „красива“. Въпреки тези изявления, няколко месеца по-късно, навръх Нова Година, Хендрикс показва явно възмущението си от войната в песента „Machine Gun“.
Не след дълго Gypsy Suns and Rainbows се разпада, като Хендрикс задържа само Били Кокс.

### 1970

#### Група скитници
Задължен от договора си към Ед Чаплин, подписан преди да стане известен, Хендрикс създава ново трио The Band of Gypsys, с Били Кокс на бас-китарата и Бъди Майлс на барабаните. За четири концерта по случай посрещането на новата 1970 в Ню Йорк групата създава изумителен брой песни за краткото време, с което разполага. Записите от тези концерти разкриват едни от най-силните живи изпълнения на Хендрикс, включително и запомнящата се 12-минутна версия на антивоенната му композиция „Machine Gun“ – съдържаща според мнозина едно от най-добрите му китарни сола.
Сътрудничеството на Хендрикс с Майлс рязко приключва по време на един от концертите в Медисън Скуер Гардън в Ню Йорк на 28 януари 1970 – Хендрикс първо изпълнява по ужасен начин „Who Knows“, после ругае жената, помолила ги да изсвирят „Foxy Lady“ и по средата на следващата песен спира да свири, казвайки: „Ето какво се случва, когато Земята се ебава с Космоса“. След това сяда кротко на сцената и охраната го изнася зад кулисите. Причината за тази злополучна изява е, че Хендрикс е в дрогирано състояние. По думите на Бъди Майлс, той никога не би се дрогирал до такава степен преди концерт. Майлс твърди, че мениджърът Майкъл Джефрис е човекът, който сторил това на китариста, тъй като е забелязан да се смее, докато изнасят Хендрикс. Самият Джефрис не е имал изгода от Band of Gypsys, понеже групата няма договор с него и евентуалният им провал би върнал надеждата за ново сформиране на Experience, както се случва.

#### The Cry of Love
Повлиян от Джефрис, Хендрикс уволнява Майлс и Кокс незабавно. The Jimi Hendrix Experience се сформира отново с Мич Мичъл и Ноел Рединг. Съвсем скоро Рединг се скарва отново с Хендрикс и напуска. Заместен е от Били Кокс. Групата в този си вид е известна на феновете като „The Cry of Love“ – името на последвалото турне. Следващите месеци на 1970 преминават в записи в студиото през делничните дни и в концерти през почивните. Турнето „Cry of Love“, което започва през април, е замислено при такава схема на работа.
С построяването на студиото „Electric Lady“, Хендрикс прекарва по-голяма част от времето си в него и в работа по нов албум, който предвижда за юли или август.
През юли свири пред най-голямата си публика – 400 000 души на Поп фестивала в Атланта, Джорджия, а през август е последното му появяване във Великобритания на Isle of Wight Festival с Мичъл и Кокс. Хендрикс изразява на сцената разочарованието си от желанието на публиката да слуша само старите му хитове. Европейската част от турнето е уредено от Джефрис, въпреки нежеланието на Хендрикс. Турнето се състои от чисто финансова гледна точка като финансова подкрепа за новия албум.

## Смърт
На 6 септември 1970 г. е последното му изпълнение на живо на Isle of Fehmarn Festival в Германия, където е освиркан от публиката, на чиито реакции Хендрикс отвръща с неприлични жестове. Поради проблеми с наркотиците басистът Били Кокс напуска турнето и се завръща в Щатите. Хендрикс остава в Англия, като се свързва със стари приятели в желанието си да скъса с Майкъл Джефрис. Седмица по-късно на сутринта на 18 септември 1970 е намерен мъртъв в апартамент на хотел „Samarkand“. Той прекарва нощта с германската си приятелка Моника Данеман и умира.
След направената аутопсия, официалната версия за смъртта на Хендрикс е, че е вдишал собственото си повръщано и е починал от задушаване, докато е под въздействието на барбитурати. По-късно Данеман разкрива, че Хендрикс е взел 9 от нейните приспивателни, което е 18 пъти над препоръчаната доза.
Четири години по-късно Данеман твърди, че Джими е бил жив, когато е откаран с линейката, но полицията и медицинските власти докладват, че към момента на тяхното пристигане Хендрикс е бил мъртъв, външната врата на апартамента – широко отворена, а самият апартамент – празен. Самата Данеман се самоубива през 1996 по време на ново разследване, след като е обвинена от Кати Етчингам за смъртта му.

## Китарите на Джими Хендрикс
През кариерата си на музикант Хендрикс е притежавал различни китари, включително и един Gibson Flying V, която той оцветява с психиделични рисунки. Все пак китарата, която най-вече е свързана с неговото име е Fender Stratocaster или „Strat“. Той купува първия си Strat около 1965 г. и използва преимуществено тази марка китари.
Някои считат, че Хендрикс е допринесъл най-много, за да стане Stratocaster най-продаваният модел китари в историята. Преди пристигането му в Англия, повечето китаристи използват Gibson и Rickenbacker, но след Хендрикс на Stratocaster преминават почти всички, вкл. Ерик Клептън и Джеф Бек.
Хендрикс купува десетки Strats и подарява много от тях (напр. на Били Гибънс – китаристът на ZZ Top). Също така много от китарите му са откраднати или унищожени по време на зрелищните му концертни изпълнения.
Изгорената и счупена Stratocaster, с която той свири на Miami Pop Festival през 1968, е подарена на Франк Запа, който я поправя и свири на нея в периода 1970 – 1980 г. През май 2002 синът на Запа – Дуизъл, се опитва да я продаде на аукцион, надявайки се да вземе около 1 милион долара, но така и не успява да я продаде.
Легендарната бяла китара Strat, с която Хендрикс свири на Уудсток, е продадена през 1990 г. от аукционната къща „Сотбис“ за 295 800 евро и препродадена през 1993 г. за 1 275 000 евро.

## Фалшификати
След смъртта на Джими Хендрикс са издадени множество албуми от различни лейбъли, в които Хендрикс е вписан като автор на някои от песните. В някои от записите свири самият Хендрикс, но като поддържащ музикант към групата на Литъл Ричард и Къртис Найт, и е спорно до каква степен песните са негово дело („Sweet Thang“ и „Gloomy Monday“). В други песни като „Odd Ball“, „Whoa Ech“, „Hang On Sloopy“ и „House Of The Rising Sun“, Хендрикс е вписан като автор, но това е опровергано от Лони Йънгблъд – човекът, записал парчетата. Йънгблъд с огорчение отрича през годините каквото и да било участие на Хендрикс в тези песни, но понеже той не държи правата над записите си, лейбълите продължават да издават анонимни записи под името на легендарния китарист.

## Дискография
Основни статии Дискография на Джими Хендрикс и Посмъртна дискография на Джими Хендрикс.

### The Jimi Hendrix Experience
- „Are You Experienced?“ (1967)
- „Axis: Bold as Love“ (1967)
- „Electric Ladyland“ (1968)

### Band of Gypsys
- „Band of Gypsys“ (1970) (концертен)

### Издадени посмъртно студийни албуми
- „The Cry of Love“ (1971)
- „Rainbow Bridge“ (1971)
- „War Heroes“ (1972)
- „Loose Ends“ (1974)
- „Crash Landing“ (1975)
- „Midnight Lightning“ (1975)
- „Nine to the Universe“ (1980)
- „Radio One“ (1988)
- „First Rays of the New Rising Sun“ (1997)
- „South Saturn Delta“ (1997)
- „Valleys of Neptune“ (2010)